# 菊池弥生
菊池 弥生（きくち やよい、1954年 - ）は、日本の博物館学および国際交流の専門家。NPO法人「少年ケニヤの友」理事。岩手県出身。

## 来歴
遠野市出身。岩手県立遠野高等学校、駒澤大学文学部国文学科卒業。アジア・アフリカ語学院アフリカ語科スワヒリ語専攻､英国レスター大学大学院博物館学研究科博物館教育専攻修士課程修了。
日本大使館付属ナイロビ日本人学校教員、駐日ケニア大使館大使秘書、在ケニア国際協力機構博物館個別専門家、文部科学省派遣ナイロビ日本人学校国際交流ディレクターを歴任。
NPO法人「少年ケニヤの友」ケニア事務所ディレクターを経て、同法人理事。遠野文化研究センター研究員。

### 業績
岸田袈裟と共にアフリカで国際交流・支援活動を行い、2010年からは岸田の仕事を引き継いでいる（菊池は岸田の姪）。2011年にはケニアに住むバラク・オバマの義祖母にKamado Jikoを紹介した｡

## 受賞
2011年 第1回遠野文化奨励賞（論文名「魔法のようなKamado Jiko – アフリカの生活を変えた遠野のかまど -」）

## 著作
- 菊池弥生 (2012年3月26日), 魔法のような Kamado Jiko－アフリカの生活を変えた遠野のかまど－, 『遠野学』, 創刊号, 岩手県遠野市: 遠野市遠野文化研究センター, ISBN 9784904863213.

## 番組出演
2012年7月3日 NHKラジオ第1 「遠野の文化を世界に」